# Witjira-Nationalpark
Der Witjira-Nationalpark (engl.: Witjira National Park) ist 7.770 km² groß und wurde im Jahre 1985 am westlichen Ende der Simpsonwüste im Norden von Südaustralien in der Nähe der Siedlung von Oodnadatta gegründet.

## Besonderheiten
Der Park zeigt einige biologische und geologische Sehenswürdigkeiten. Um Dalhousie Mound springs gibt es 70 Thermalquellen von insgesamt 120 Quellen des Parks, die mit endemischen Fischen und anderen seltenen Lebewesen und Vögeln belebt sind. Im Park gibt es verschiedene Möglichkeiten zu rasten und zu campen, wobei aber Sicherheitshinweise beachtet werden sollten.
Häufiger vorkommende Baumarten sind der Red Mulga (Acacia cyperophylla), der Coolibah (Eucalyptus coolabah) und Weißholzarten (Elaeocarpus).

## Aborigines
Im Park leben die Aboriginesvölker der Lower Southern Arrernte, Wangkangurru und Arabunnal, die sich in der Irrwanyere Aboriginal Corporation organisiert haben und den Park bewirtschaften. Dabei wird das traditionelle Leben der Aborigine weiter gepflegt und dieses mit modernem Tourismus verbunden.